# 斉加尚代
斉加 尚代（さいか ひさよ、1965年 - ）は、日本のテレビディレクター、報道記者。毎日放送所属。同局のドキュメンタリー番組「映像」シリーズのディレクターを主に務める。放送ウーマン賞2018受賞。2023年、報道の自由賞を受賞。

## 経歴
兵庫県宝塚市出身。自宅は武庫川沿いにあり、すぐ近くに宝塚大劇場があった。1972年5月、斉加が7歳のときに『ベルサイユのばら』の連載が『週刊マーガレット』で始まる。字は読めなかったがたちまち夢中になる。1976年初め、集英社は『ベルサイユのばら』の愛蔵版全5巻の刊行を告知。当時小学6年生だった斉加は「小学校の卒業祝いを卒業前に買って」と親に泣きついた。同全5巻は4月5日に発売され、斉加は中学に入学。このとき入手した愛蔵版を「人生の節目節目で数えきれないぐらい読み返して」きたという。なお、映画『教育と愛国』の予告編の冒頭に池田理代子のコメントが使われているが、斉加は直接池田に手紙を書いてコメントの依頼をしている。
私立の一貫校を経て、1983年に早稲田大学第一文学部に入学。1987年3月、同学部社会学専攻卒業。同年4月、毎日放送に入社。同期に同じく早稲田大学に通っていたテレビディレクターの榛葉健、アナウンサーの関岡香と三上智恵がいる。毎日放送入社後は秘書部に配属される。1989年、報道局に異動。スポーツ紙から取材を受け、「秘書から事件記者へ」という見出しの記事で紹介される。1990年代から教育問題を主なテーマにして取材をし続けた。毎日放送労組の書記次長（報道局 ニュースセンター）を務めた。
2007年4月15日放送の『父のまなざし～難病の父から子ども達へのメッセージ』から、月1回・日曜深夜放送の「映像」シリーズの制作に携わる。
2015年7月、「映像」を専属で担当するドキュメンタリー報道部へ異動。同年9月27日放送の『なぜペンをとるのか～沖縄の新聞記者たち』が日本ジャーナリスト会議の第59回JCJ賞を受賞。
2017年7月30日、『教育と愛国～教科書でいま何が起きているのか』が放送。2018年5月、放送批評懇談会主催の「第55回ギャラクシー賞」が発表。同作品はテレビ部門大賞を受賞した。
2019年2月、「放送ウーマン賞2018」を受賞。同年5月、『教育と愛国～教科書でいま何が起きているのか』を書籍化し、『教育と愛国―誰が教室を窒息させるのか』のタイトルで岩波書店から出版。
2022年5月13日、上記の『教育と愛国～教科書でいま何が起きているのか～』を再編集し、追加取材を加えた映画『教育と愛国』が公開された。同年8月31日、同作品は日本ジャーナリスト会議の第65回JCJ大賞を受賞。
同年11月5日、『現代用語の基礎知識 2023』（自由国民社）が刊行。編集長の大塚陽子は巻頭の「2022年のキーパーソン10人」に、ウォロディミル・ゼレンスキー大統領、イーロン・マスクなどとともに斉加を選んだ。大塚はメディアの取材に応じ、「将来、日本の歴史の中で分水嶺だったと言われるかもしれない22年に楔を打ってくれたキーパーソンだ」と述べた。
2023年7月21日、日本外国特派員協会は斉加と鈴木エイトに「報道の自由賞」を授与した。
2024年3月3日、「映像」シリーズ『記者たち～多数になびく社会のなかで～』が放送。琉球新報記者の明真南斗、元毎日新聞記者の小山美砂、神奈川新聞記者の石橋学の3人の仕事を追ったドキュメンタリー番組が放送されたこの日、斉加は毎日新聞朝刊に自身の作品についてこう綴った。「記者が辞めてゆく。そんな時代を迎えるとは、思いもよらなかった。日本新聞協会によれば、新聞発行部数は、この1年で225万部余りも減った。過去最大の減少率。（中略）ここに決して撤退しない記者たちがいる。『両論併記』や『客観報道』という呪縛を自ら打ち破り、時代が変化しようとも書くことで闘う記者たちだ」

## 主な担当番組
- 「映像 '15 なぜペンをとるのか──沖縄の新聞記者たち」(2015年9月)[10]
- 「映像 '17 沖縄さまよう木霊―基地反対運動の素顔」（2017年1月）

平成29年民間放送連盟賞テレビ報道部門優秀賞、第37回「地方の時代」映像祭優秀賞、第72回文化庁芸術祭優秀賞などを受賞
- 「映像 '17 教育と愛国―教科書でいま何が起きているのか」（2017年7月）

第55回ギャラクシー賞テレビ部門大賞を受賞、第38回「地方の時代」映像祭優秀賞
- 「映像 '18 バッシング──その発信源の背後に何が」（2018年12月）

ギャラクシー賞2018年12月度月間賞
- 「映像 '19 ガチウヨ～主権は誰の手にあるのか～」（2019年11月）[23]
- 「映像 '24 記者たち～多数になびく社会のなかで～」（2024年3月3日）[24]

## 映画
- 『教育と愛国』（2022年5月13日公開）

## 著書
単著
- 『教育と愛国―誰が教室を窒息させるのか』岩波書店、2019年5月30日。ISBN 978-4000613439。
- 『何が記者を殺すのか―大阪発ドキュメンタリーの現場から』集英社〈集英社新書〉、2022年4月15日。ISBN 978-4087212105。

共著
- 永田浩三、斉加尚代、西岡研介、川端幹人、立岩陽一郎、望月衣塑子、香山リカほか 著、永田浩三 編『フェイクと憎悪―歪むメディアと民主主義』大月書店、2018年6月15日。ISBN 978-4272330942。

## エピソード
橋下徹市長の記者会見
2012年3月2日にあった大阪府立和泉高等学校の卒業式で、中原徹校長が教頭らに指示して、約60人の教職員が国歌斉唱時に起立しているかだけでなく、歌っているかについて口の動きを確認した。中原は、大阪市長の橋下徹の友人で、橋下が大阪府知事だったときに民間人校長として就任していた。同年3月9日、大阪府教育委員会は国歌斉唱時に起立しなかった教員のうち17名に対し懲戒処分（戒告）を行った。5月8日、橋下の記者会見で斉加が「一律に歌わせるのはどうか」と尋ねたところ、橋下は斉加の取材が不十分であったことや、行政法学における「行政主体」概念や「行政機関」概念の知識があまりにも不十分な状態で取材を行なっていたことに対し「ふざけた取材すんなよ」「勉強不足」「とんちんかん」と斉加を面罵。30分間にわたる言い合いとなり、注目を浴びた。またこの時、斉加は「MBSには社歌は無い」と断言している。このやりとりは動画で出回り、非難メールが斉加の勤務先に1千件以上届いた。
ニュース女子問題
2017年1月6日に放送されたニュース女子第91回で、沖縄・高江のヘリパッド建設工事に対する反対運動を行っている団体を現地取材した内容について、「デマが、とうとう地上波で流された」などと主張。